# Hypolimnas pseudopithoeka
Hypolimnas pseudopithoeka är en fjärilsart som beskrevs av Hans Fruhstorfer 1912. Hypolimnas pseudopithoeka ingår i släktet Hypolimnas och familjen praktfjärilar. Inga underarter finns listade i Catalogue of Life.